# Tres alegres fugitivos
Tres alegres fugitivos es una película de Argentina en colores  dirigida por Enrique Dawi según el guion de Salvador Valverde Calvo que se estrenó el 14 de julio de 1988 y que tuvo como principales intérpretes a Juan Carlos Altavista, Carlos Balá y Tristán. Fue filmada parcialmente en Rosario y Villa Carlos Paz.

## Sinopsis
Los dueños de una empresa de mudanzas se ocupan del cuidado de un bebé aparentemente huérfano, en el medio de está historia se produce una aventura emocionante en la ciudad de Carlos Paz (Córdoba).

## Reparto
Intervinieron en el filme los siguientes intérpretes:
- Juan Carlos Altavista
- Carlos Balá
- Tristán
- Malvina Pastorino
- Antonio Grimau
- Stella Maris Lanzani
- Aldo Pastur
- Enrique Liporace
- Ana Clara Altavista
- Rubén Green
- Emilio Vidal
- Alberto Busaid
- Federico Heevel
- Juan Carlos de Seta
- José Díaz Lastra
- Oscar Cisterna
- Ezequiel Rodríguez
- Lisardo García Tuñon

- Juan Carlos Calabró (cameo)

}}

## Comentarios
Alberto Farina en El Amante del Cine dijo:

”Otra comedia local como para sufrir en vacaciones.”

Manrupe y Portela opinaron:

”Historia repetida con tres cómicos reiterando tics. Inspirada en Tres hombres y un biberón -Trois hommes et un coufin, Francia, 1984, dir. Coline Serrau-.”